# Saint-Rémy-des-Monts
Saint-Rémy-des-Monts – miejscowość i gmina we Francji, w regionie Kraj Loary, w departamencie Sarthe.
Według danych na rok 1990 gminę zamieszkiwało 627 osób, a gęstość zaludnienia wynosiła 62 osób/km² (wśród 1504 gmin Kraju Loary Saint-Rémy-des-Monts plasuje się na 770. miejscu pod względem liczby ludności, natomiast pod względem powierzchni na miejscu 1005.).